# Púsiamitra Shunga

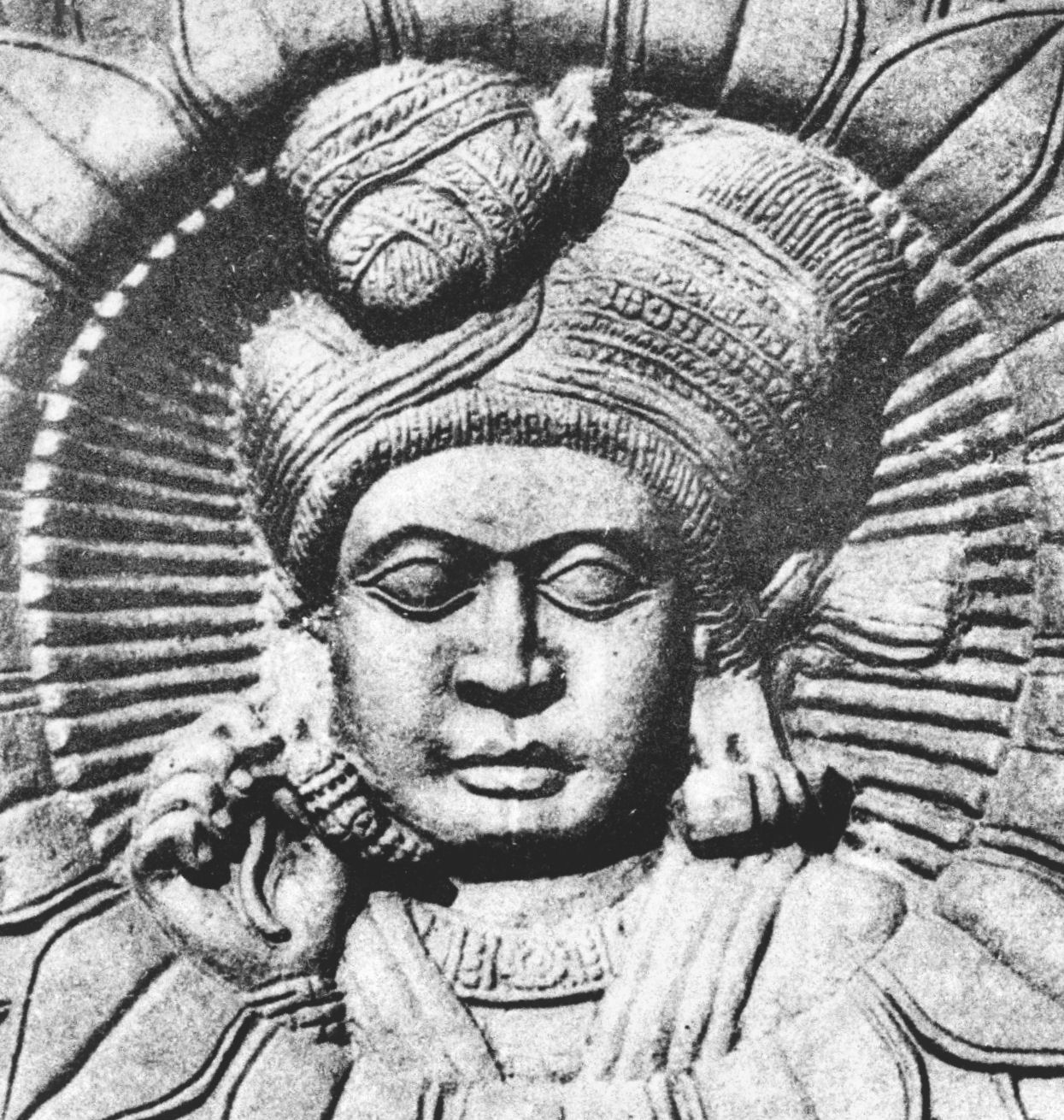
Bharhut Sunga individual

Púshiamitra Shunga (que reinó desde el 185 hasta su muerte en el 151 a. C.) fue un brahmán del norte de la India, jefe del ejército mauria, que asesinó al último rey mauria BrijadRatha y usurpó el trono, creando la dinastía shunga.
- पुष्य-मित्र , en escritura devánagari.
- púṣya-mitra, en el sistema IAST de transliteración sánscrita.[1]

Pushia-Mitra era originalmente el senapati (‘jefe de ejército’ o general) del Imperio mauria. En 185 a. C. durante una revista a las tropas, asesinó a BrijadRatha (‘gran luchador’); el último emperador maurya, y se autoproclamó rey.
Según la tradición, este rey ortodoxo hinduista fue famoso por su hostilidad hacia los budistas y su persecución contra todas las religiones que no fueran la hinduista. 
Los escritores budistas lo consideraron una persona hostil hacia el budismo y perseguidor de la fe budista. Lo registran como el autor de la «destrucción de varios monasterios y el asesinato de monjes» (según el Divia-vadana, pág. 429 a 434), destruyó los 84.000 estupas budistas que había hecho construir el rey mauria Ashoka (según R. Thaper), y ofreció 100 monedas de oro por cada cabeza de monje budista (según el Volumen Trimestral Histórico Indio, XXII, pág. 81 FF, citado en Hars. 407).